# Plan d'aménagement général
Pour les articles homonymes, voir PAG.
Au Luxembourg, le Plan d'aménagement général (PAG) est le principal document de planification de l'urbanisme, défini au niveau communal.
Ce document d'urbanisme est un projet global d'aménagement du territoire de la commune dans un souci de respect du développement durable, tout en respectant les politiques d'urbanisme, d'habitat et de déplacements urbains.

## Présentation
Chaque commune luxembourgeoise doit se doter d'un Plan d'aménagement général (PAG), qui est « un ensemble de prescriptions [...] à caractères réglementaire qui se complètent réciproquement et qui couvrent l'ensemble du territoire communal qu'elles divisent en diverses zones dont elles arrêtent l'utilisation du sol ».
Depuis 2015, les PAG sont consultables sur le Géoportail.
Les premières bases légales du PAG remontent à 1937 et sont restées globalement les mêmes jusqu'en 2004 ou une nouvelle mouture est entrée en vigueur.
En 2011, les textes légaux sont à nouveau modifiés pour mettre en place des PAG dit de « nouvelle génération » avec une limite fixée en juin 2018 pour mettre en place ces nouveaux PAG mais elle a été reportée au 1er novembre 2019, mais 37 communes disposaient encore de PAG définis sur la base de 1937, devenue obsolète et 9 sur la base de 2004 toujours conforme en juillet 2019. En décembre 2019 ce nombre est tombé à 26. Au 1er janvier 2025 seule Dalheim n'est pas en conformité.
Le retard de mise en conformité bloque la commune en matière d'urbanisme puisqu'elle ne peut alors plus modifier son PAG de façon ponctuelle ou voter des plans d'aménagement particulier (PAP).

## Plan d'aménagement particulier
En complément du Plan d'aménagement général (PAG), les communes peuvent établir un Plan d'aménagement particulier (PAP) destiné à exécuter et préciser le PAG sur un terrain précis, selon deux types :
- Le PAP Nouveau quartier (PAP NQ) pour une zone destinée à être urbanisée ;
- Le PAP Quartier existant (PAP QE) pour une zone déjà construite afin de définir les règles d'intégration des nouvelles constructions au bâti existant.